# Villars-sous-Mont

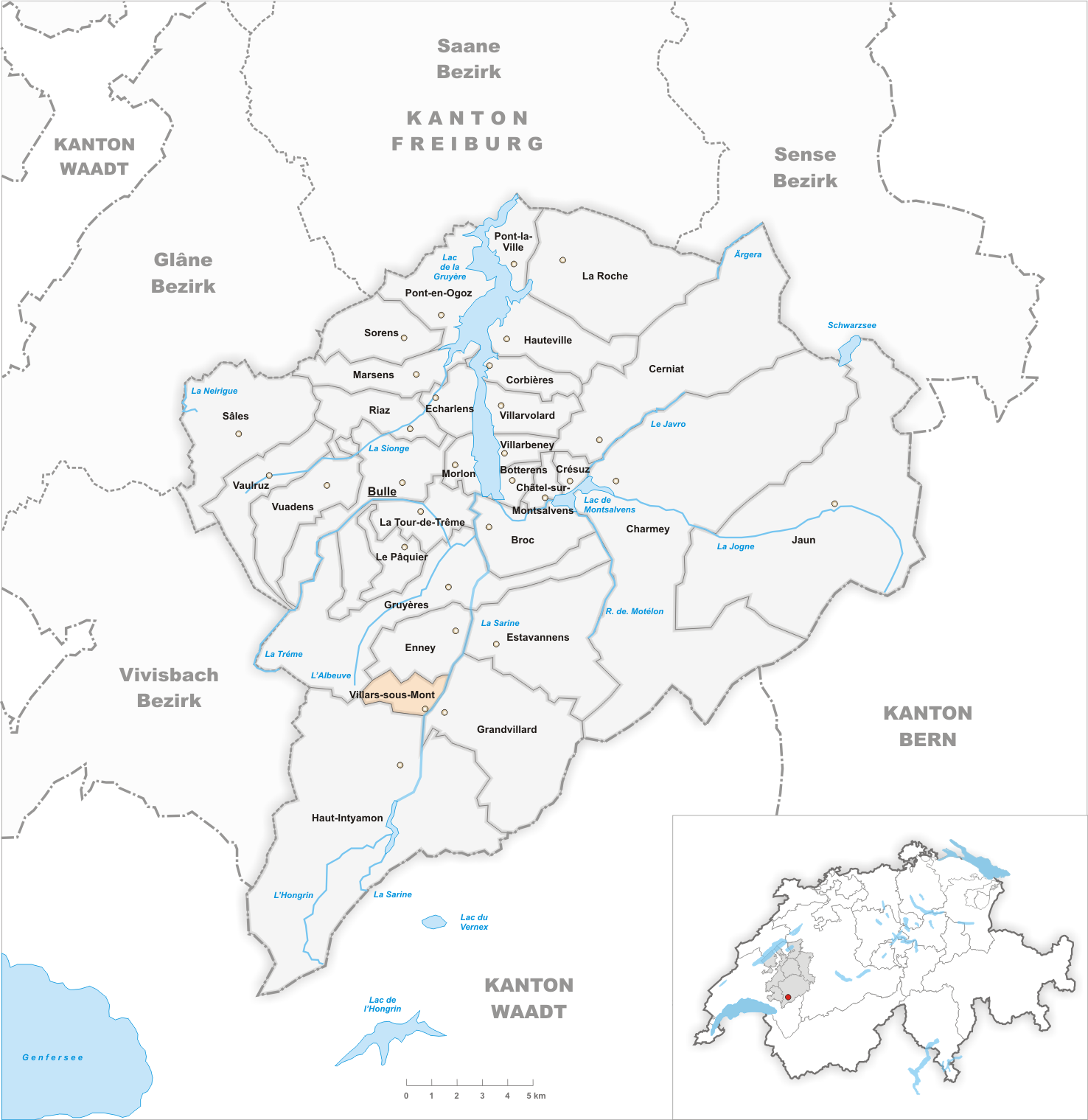
Gemeindestand vor der Fusion am 1. Januar 2004

Villars-sous-Mont (Freiburger Patois Velâchemonⓘ) ist eine Ortschaft und früher selbständige politische Gemeinde im Distrikt Greyerz des Kantons Freiburg in der Schweiz. Am 1. Januar 2004 fusionierte Villars-sous-Mont zusammen mit Enney und Estavannens zur neuen Gemeinde Bas-Intyamon. Der frühere deutsche Name Wiler am Berg wird heute nicht mehr verwendet.

## Geographie

Luftbild (1964)

Villars-sous-Mont liegt auf 758 m ü. M., neun Kilometer südlich des Bezirkshauptortes Bulle (Luftlinie). Das Haufendorf erstreckt sich leicht erhöht am westlichen Rand des Saanetals, nahe der Mündung des Baches Rio di Prâ in die Saane (französisch: Sarine). Villars-sous-Mont befindet sich in der Haute-Gruyère, östlich des Massivs des Moléson, am Fuss des Vanil Blanc. Die ehemalige Gemeindefläche betrug rund 3,7 km². Das Gebiet reichte von der Saane westwärts den dicht bewaldeten Steilhang hinauf und umfasste das Einzugsgebiet des Rio di Prâ, umgeben von Vanil Blanc (1572 m ü. M.) und La Vudalla (1669 m ü. M.) im Norden sowie Entre Deux Dents (1618 m ü. M.) im Süden.

## Bevölkerung
Mit 219 Einwohnern (2002) gehörte Villars-sous-Mont vor der Fusion zu den kleinen Gemeinden des Kantons Freiburg.
Einwohnerzahlen: Volkszählungsdaten

## Wirtschaft
Villars-sous-Mont war lange Zeit ein vorwiegend durch die Landwirtschaft geprägtes Dorf. Die Viehzucht und die Milchwirtschaft (für die Käseproduktion) haben noch heute einen wichtigen Stellenwert in der Erwerbsstruktur der Bevölkerung. Daneben gibt es einige Arbeitsplätze im lokalen Kleingewerbe und im Dienstleistungssektor, darunter in einer Möbelfabrik. Im Saanetal werden mehrere Kiesgruben ausgebeutet. Villars-sous-Mont ist seit 1990 Standort des Alters- und Pflegeheims für sämtliche Dörfer der Haute-Gruyère. In den letzten Jahrzehnten hat sich das Dorf auch zu einer Wohngemeinde entwickelt. Einige Erwerbstätige sind deshalb Wegpendler, die vor allem in der Region Bulle arbeiten.

## Verkehr
Das Dorf ist verkehrstechnisch recht gut erschlossen. Es liegt an der Hauptstrasse von Bulle nach Château-d’Oex. Am 23. Juli 1903 wurde die Bahnlinie von Bulle nach Montbovon mit der Haltestelle Grandvillard nordöstlich von Villars-sous-Mont (Name seit 2018: Villars-sous-Mont) in Betrieb genommen. 

## Geschichte
Die erste urkundliche Erwähnung des Ortes erfolgte 1235 unter dem Namen Vilare sis Mont. Später erschienen die Bezeichnungen Vilarsimont (1269), Villar Symon (1335), Vilarsymont (1359), Villardsymont (1514), Villarsimont (1555) und Villar sur Mont (1668).
Seit dem Mittelalter gehörte Villars-sous-Mont zur Grafschaft Greyerz. Nachdem der letzte Graf von Greyerz 1554 Konkurs gemacht hatte, kam das Dorf 1555 unter die Herrschaft von Freiburg und wurde der Vogtei Greyerz zugeteilt. Nach dem Zusammenbruch des Ancien Régime (1798) gehörte Villars-sous-Mont zunächst zur Präfektur und ab 1848 zum Bezirk Greyerz.
Am 5. Juni 2003 votierten die Stimmberechtigten von Villars-sous-Mont, Enney und Estavannens mit einer Ja-Mehrheit von über 90 % für die Fusion der Gemeinden. Mit Wirkung auf den 1. Januar 2004 entstand deshalb die neue Gemeinde Bas-Intyamon.

## Sehenswürdigkeiten
Villars-sous-Mont, das früher zur Pfarrei Gruyères gehörte, bildet seit 1786 eine eigene Kirchgemeinde. Die Pfarrkirche stammt von 1654 und wurde von 1808 bis 1810 erweitert. Im Dorf sind einige typische Bauernhäuser aus dem 17. bis 19. Jahrhundert erhalten. Bei einem Grossbrand am 16. Januar 2017 wurden mehrere der historischen Gebäude stark beschädigt.